# Ariel X
Pour les articles homonymes, voir Ariel et X.
Ariel X, née Crystal Tracy le 15 mai 1980  à Granada Hills (Los Angeles) en Californie, est une actrice américaine de films pornographiques, spécialisée dans les scènes lesbiennes.

## Biographie
Elle est d'origine irlandaise, polonaise, russe et mixte. 

Ariel a grandi dans une famille mormone avec cinq frères et deux sœurs et a perdu sa virginité à 20 ans. Bonne élève à l'école primaire, Ariel a reçu une bourse pour le collège, où elle a étudié le marketing d'affaires et a obtenu un AA. 
 Elle a débuté dans l'industrie du divertissement pour adultes comme un modèle fetish amateur en 2003.
Elle a posé pour des grandes entreprises comme Playboy, Hustler, et Red Light District.
Elle reçoit une nomination aux AVN Awards de 2020 dans la catégorie Meilleure actrice.
Elle reçoit plusieurs nominations aux AVN Awards de 2023.
Elle reçoit une nomination aux XBIZ Creator Awards de 2024 dans la catégorie Créatrice de clips féminins de l'année.

## Récompenses
- 2007 : AVN Award nominee – Best Tease Performance – Sex Gallery
- 2009 : AVN Award nominee – Best All-Girl Group Sex Scene – Bad News Bitches 3
- 2009 : AVN Award nominee – Most Outrageous Sex Scene – Squirt Gangbang 2
- 2010 : AVN Award nominee – Most Outrageous Sex Scene – Pretty Sloppy 2